# Stratosferyczne Obserwatorium Astronomii Podczerwonej

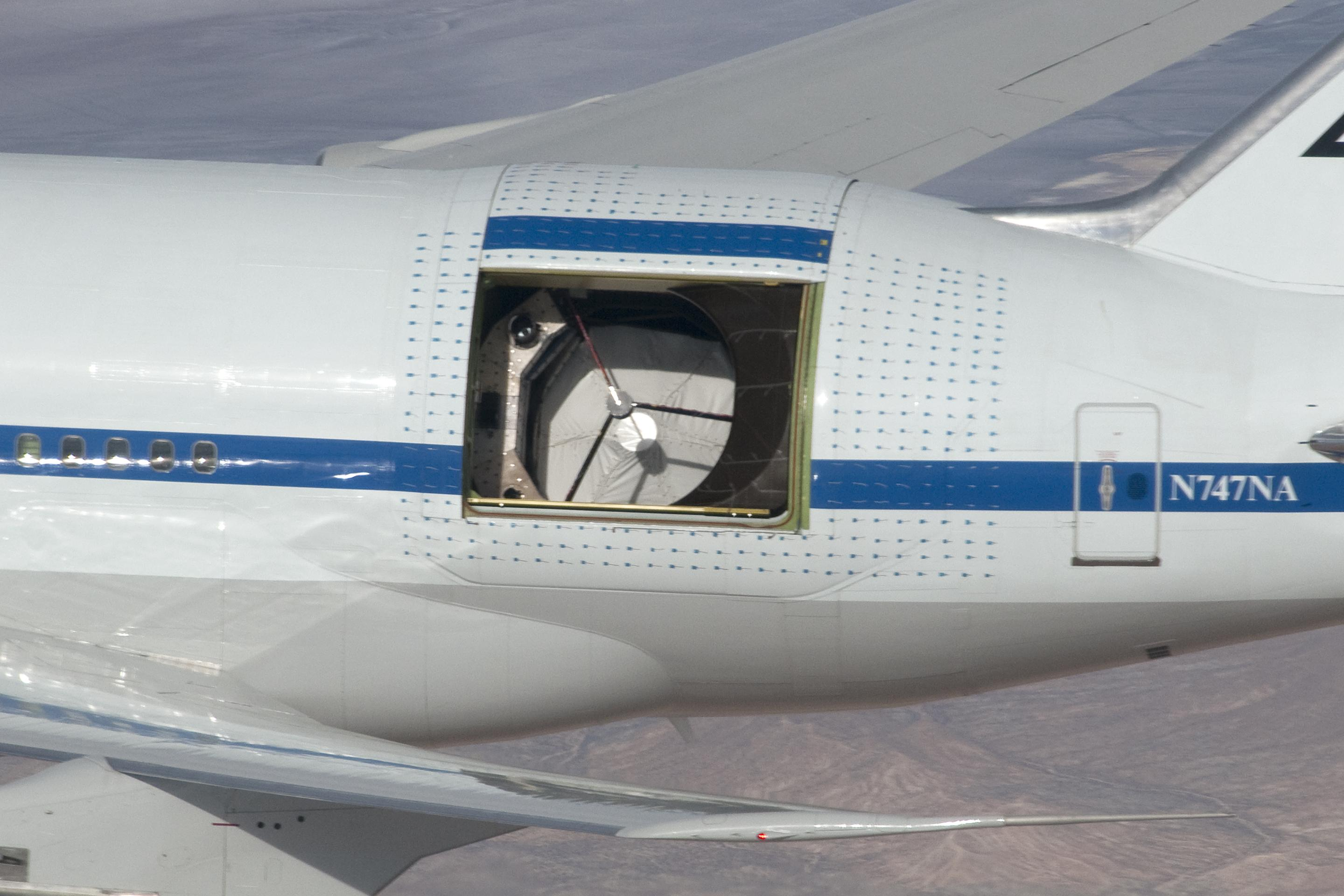
Teleskop

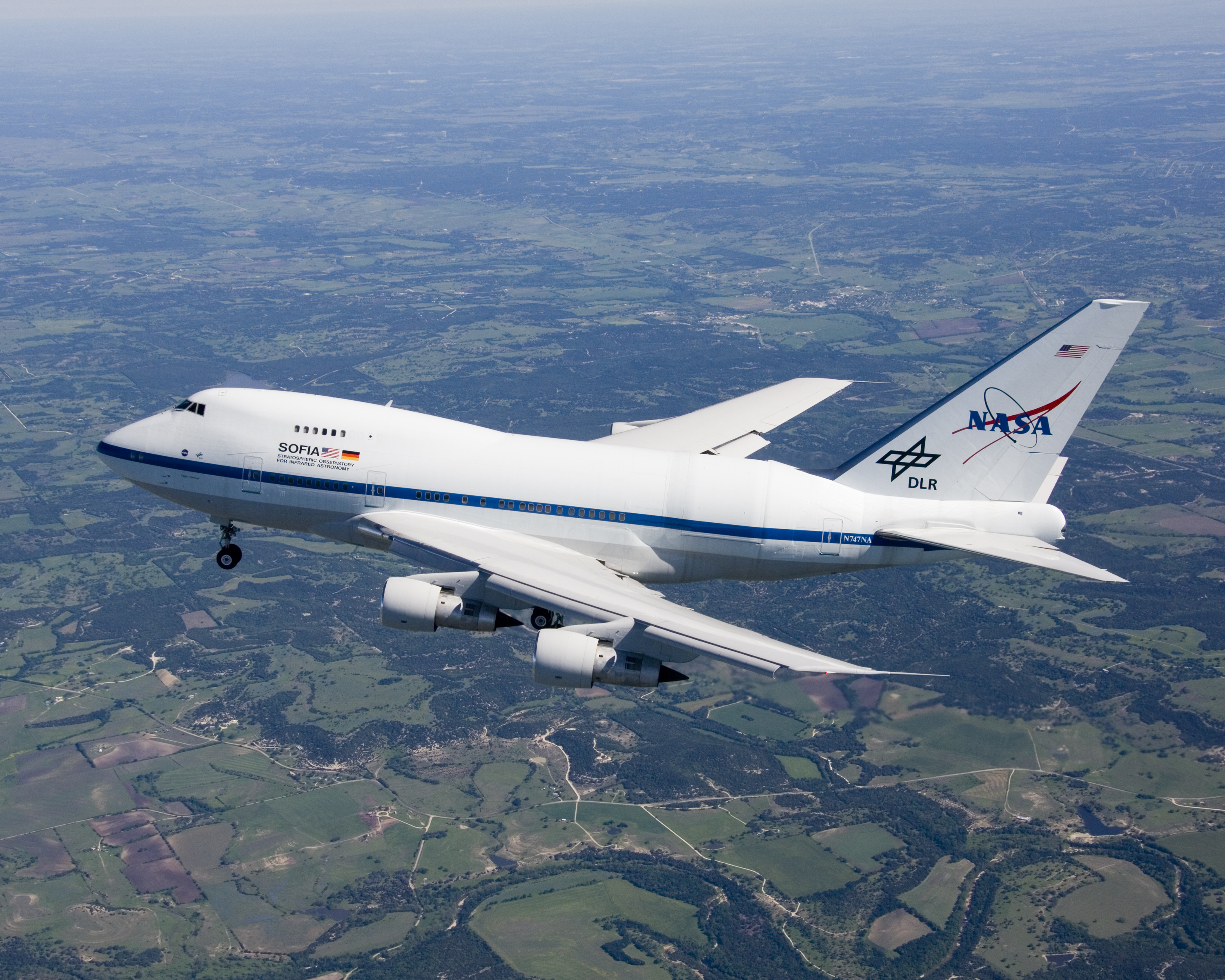
SOFIA w trakcie lotu próbnego

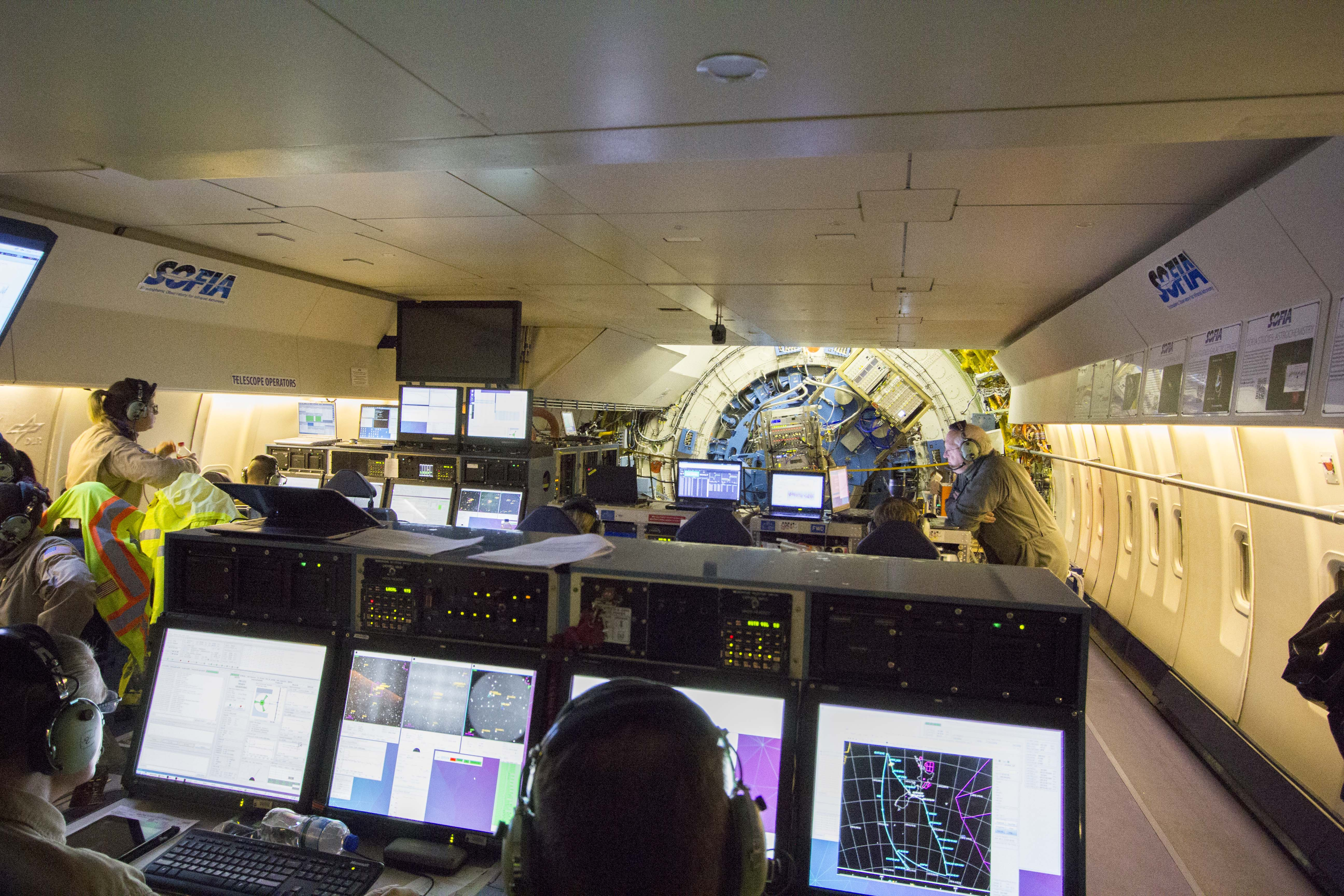
Wnętrze samolotu. W głębi widoczne jest instrumentarium naukowe

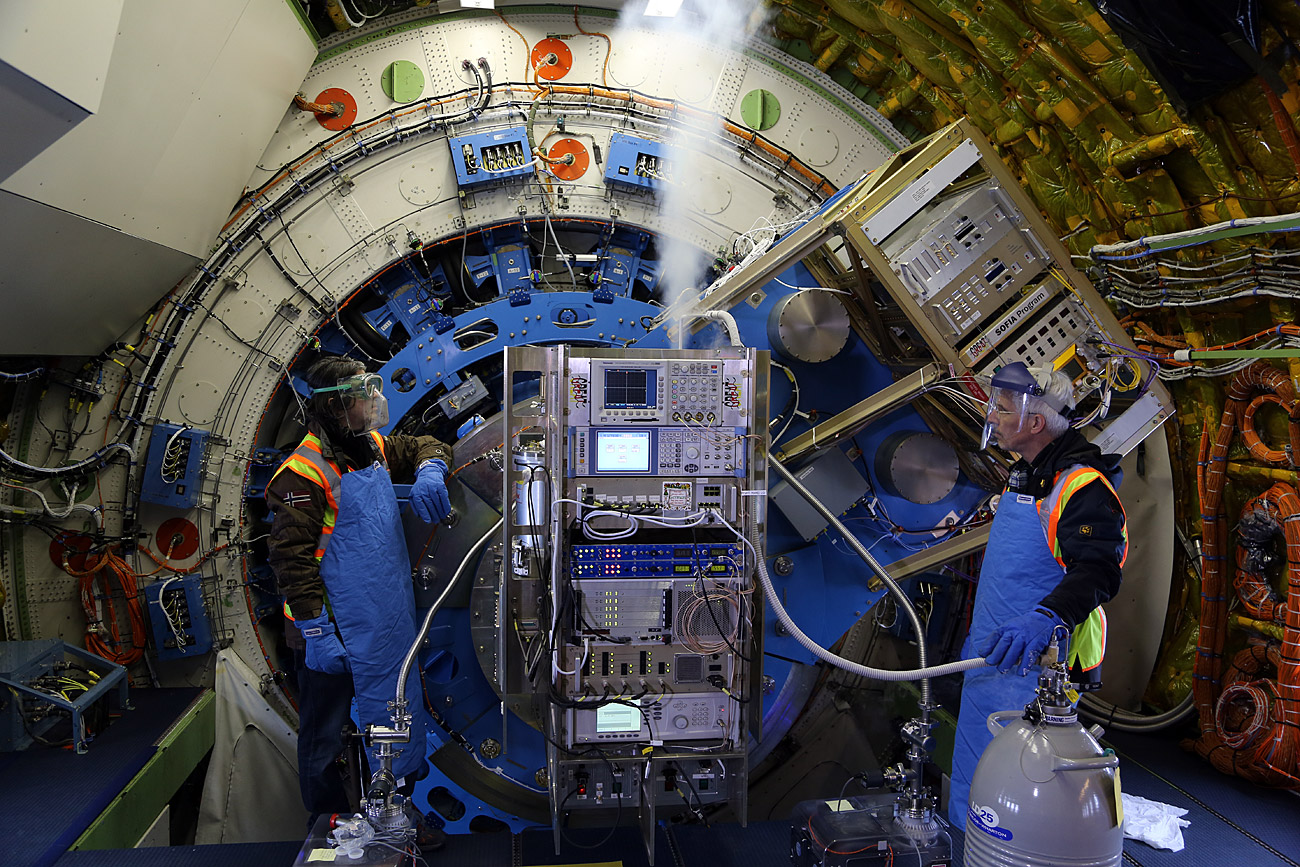
Chłodzenie instrumentu naukowego GREAT przed obserwacjami z użyciem ciekłego azotu

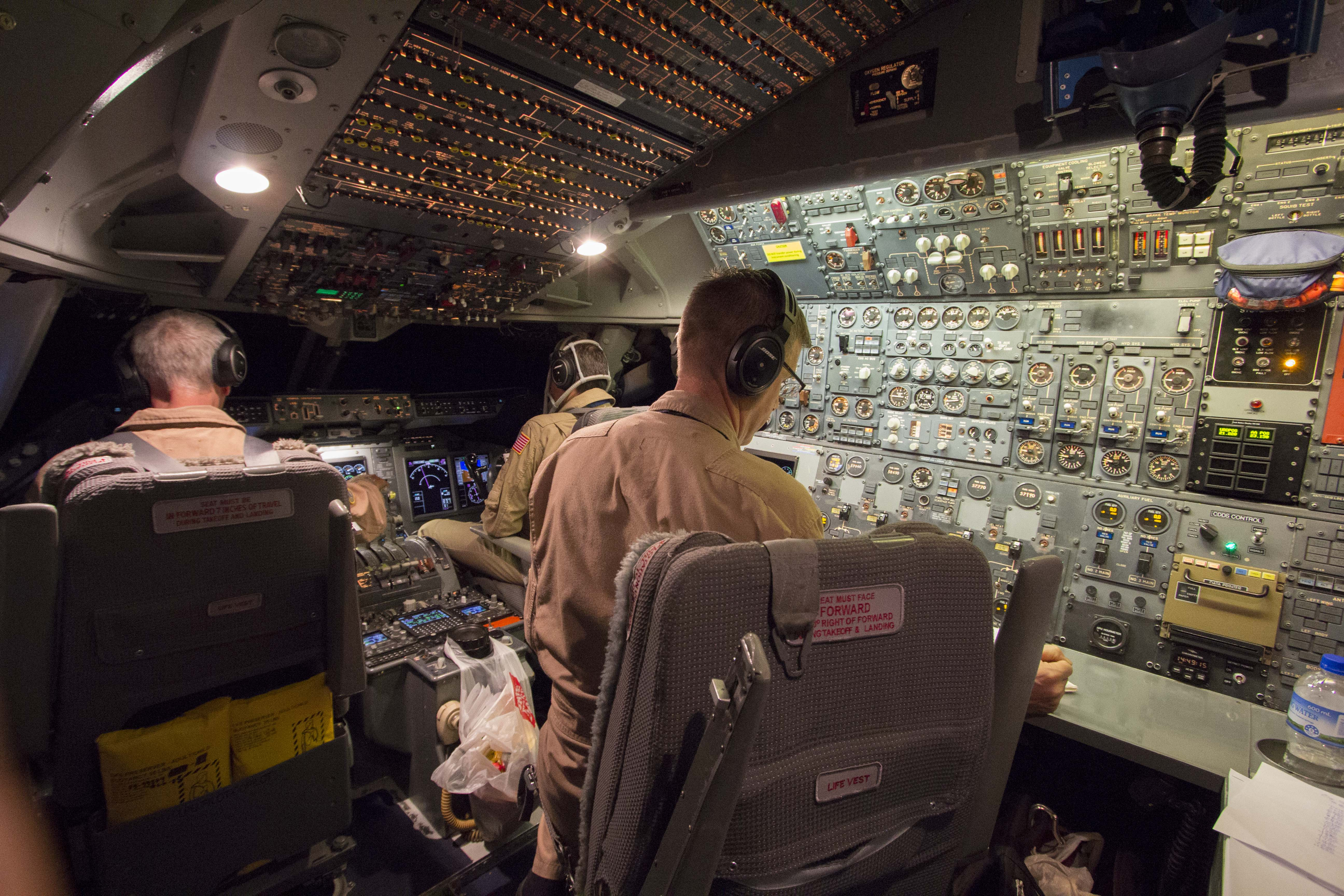
Kokpit

SOFIA (ang. Stratospheric Observatory For Infrared Astronomy), Stratosferyczne Obserwatorium Astronomii Podczerwonej – powietrzne obserwatorium, będące wspólnym projektem NASA i niemieckiego Deutsches Zentrum für Luft- und Raumfahrt (DLR), wyposażone w teleskop o średnicy zwierciadła wynoszącej 2,5 metra, pracujący w zakresie promieniowania podczerwonego.
Lustro zwierciadła wykonane zostało ze szkła ceramicznego „Zerodur” charakteryzującego się zerową rozszerzalnością termiczną, pokrytego warstwą odbiciową z aluminium.
SOFIA jest największym podniebnym obserwatorium na świecie. Pracuje na wysokości powyżej 12 000 metrów (ponieważ na niższych wysokościach para wodna ziemskiej troposfery pochłania promieniowanie podczerwone) w specjalnie przystosowanym do tego celu Boeingu 747SP. SOFIA zbada wiele kosmicznych środowisk, włączając w to miejsca narodzin i śmierci gwiazd, obszary formowania odległych układów planetarnych oraz sąsiedztwo czarnych dziur w aktywnych galaktykach.
Stroną naukową projektu i planowaniem misji obserwacyjnych zajmuje się Centrum Badawcze imienia Josepha Amesa.

## Historia misji
Pierwszy naziemny test teleskopu odbył się w nocy z 18 na 19 sierpnia 2004 roku. Pierwszy test w powietrzu odbył się 26 kwietnia 2007. Przez kolejne 3 lata miała miejsce faza instalacji i integracji systemów i instrumentów misji oraz szereg lotów testowych w Centrum Badania Lotu im. Armstronga w Palmdale w Kalifornii, który do tej pory jest główną bazą operacyjną misji SOFIA. 28 maja 2010 uzyskano tzw. „pierwsze światło”, czyli pierwsze zdjęcia wykonane po przetestowaniu systemów teleskopu w jakości określonej w specyfikacji projektowej. 30 listopada tego samego roku odbył się pierwszy 10-godzinny lot naukowy. Planowano, że SOFIA będzie prowadzić obserwacje naukowe przez około 20 lat.
23 czerwca 2011 roku SOFIA obserwowała okultację Plutona i odległej gwiazdy przelatując nad Pacyfikiem.
11 kwietnia 2013 odbył się setny lot obserwatorium.
W 2020 roku SOFIA uprawdopodobniła występowanie wody w księżycowym regolicie.
W nocy z 28 na 29 września 2022 roku obserwatorium SOFIA odbyło swój ostatni lot.